# 陈树镛
陈树镛（1859年—1888年），字庆笙，广东新会人，晚清经学家，县学附生，学者陈澧晚年所收学生。“其于学，自六经圣人之道至于百家群史无不究，而皆会于礼。”他是康有为和梁鼎芬的好友。

## 著作
- 遗有“考礼之文若干篇，《文献通考》正误若干篇，《汉官答问》三十五篇”
- 周易集注义疏[2]